# 최유경 효자비
최유경 효자비는 충청북도 청주시 청원구에 있다. 2015년 4월 17일 청주시의 향토유적 제141호로 지정되었다.

## 개요
조선 태조때 축성도감으로 서울 도성을 쌓은 최유경의 효행을 기리기 위해 세워진 비석이다.